# Tatsächliche Verständigung
Bei der Tatsächlichen Verständigung, abgekürzt tV, handelt es sich um ein Instrument zur Herstellung des Rechtsfriedens und der Vermeidung von Rechtsbehelfen im Steuerverfahrensrecht, um Arbeits- und Zeitaufwand für die Ermittlung von Sachverhalten auf ein vertretbares Maß zu beschränken.
Die tV ist praxisrelevant. Es handelt sich um eine richterliche Rechtsfortbildung, weil im Steuerrecht die im Zivilrecht üblichen Vergleiche unzulässig sind. Die tV ist auf die Ermittlung der tatsächlich verwirklichten Besteuerungsgrundlagen und damit auf eine gesetzmäßige Steuerfestsetzung gerichtet. Rechtlich wird die tV als öffentlich-rechtlicher Vertrag (Literatur) oder als Regelung nach Treu und Glauben eingeordnet (BFH). Im weiteren Sinne betrifft die tV auch die Mitwirkungspflicht der Beteiligten und damit den Bereich Tax-Compliance.

## Inhalt der tV und Rechtsfragen
Die tV über den Sachverhalt betrifft bereits abgelaufene Zeiträume, hat also eine retrospektive Wirkung. Die Anforderungen an die tV sind im BMF-Schreiben vom 30. Juli 2008, BStBl I 2008, 831 konkretisiert. Danach ist eine tV nur zulässig,
a) wenn der Sachverhalt nicht, nur erschwert oder nur unter erheblichem, unangemessenem Aufwand ermittelbar ist,
b) wenn sie vom zuständigen Sachgebietsleiter Veranlagung gebilligt wird und
c) keine offensichtlich unzutreffende Besteuerung erfolgt.
Eine tV über Rechtsfragen ist grundsätzlich unzulässig, jedoch ist sie zulässig über Schätzungen und Bewertungen. Zinsen sind nicht schwer zu berechnen und können daher nicht Gegenstand einer tV sein.

## Anwendungsfall bei Schätzungen gem. § 162 AO
Bei Hinzuschätzungen ist eine verfahrensrechtlich gute Lösung nötig. Verfahrensrecht kann und soll helfen, vertretbare Einigungen im materiellen Recht ordnungsgemäß umzusetzen. Das kann durch verbindliche Auskünfte, Zusagen, Anträge gem. § 172 Abgabenordnung (AO) und durch die tV erfolgen.

## Zeitliche Befugnis zur tV
Eine tV kann während der Außenprüfung, im Einspruchsverfahren, im Erörterungstermin und in einer mündlichen Verhandlung geschlossen werden.

## Abgrenzung zur verbindlichen Auskunft
Die verbindliche Auskunft betrifft nur künftige Sachverhalte, während die tV nur in der Vergangenheit realisierte Sachverhalte betrifft.

## Wirksamkeit der tV
Eine tV ist nicht offensichtlich unzutreffend, wenn sie sich in der Schätzungsbandbreite hält, also wirtschaftlich mögliche Besteuerungsgrundlagen betrifft.
Nötig, aber auch ausreichend ist, dass ein schwer zu ermittelnder Sachverhalt vorliegt.
Ist die tV wirksam zustande gekommen, so bindet sie die Beteiligten. Eine einseitige Kündigung der tV ist nicht möglich.

## Entbehrlichkeit der tV bei Zustimmung gem. § 172 AO
Vielfach entsteht die Bindungswirkung auch, obwohl kein zuständiger Sachgebietsleiter Veranlagung an der Verhandlung teilgenommen hat. Stimmt der Steuerpflichtige im Zusammenhang mit einer tV durch seine Erklärung zu, dass nach den durchgeführten Änderungen alle Einsprüche gegen die Steuerbescheide erledigt sein sollen, kann die tV unabhängig von den Voraussetzungen anderer Änderungsnormen verfahrensrechtlich umgesetzt werden. Wenn der Steuerpflichtige bzw. sein steuerlicher Berater mit der vom Prüfer vorgeschlagenen steuerlichen Behandlung einverstanden ist, so kann darin eine Zustimmung zu einer Änderung zu Ungunsten des Steuerpflichtige liegen, auch wenn die Erklärung nur in Gegenwart des Prüfers (also ohne Anwesenheit des Sachgebietsleiters Veranlagung) abgegeben worden ist.

## Erschwindelte tV
Eine tV ist nicht bindend, wenn sie erschwindelt ist. Weiß der Steuerpflichtige, dass er Umsätze von monatlich 10.000 Euro getätigt hat, so ist die tV über einen jährlichen Umsatz von 8.000 Euro offensichtlich unzutreffend. Damit liegt eine der drei Anforderungen an die Bindungswirkung der tV nicht vor. Deshalb kann das FA spätere Erkenntnisse z. B. aus Auskunftsersuchen gemäß § 173 AO durch einen Änderungsbescheid umsetzen. Das Ergebnis würde auch aus § 172 AO bestätigt, weil der Steuerbescheid aufgrund der tV durch eine Steuerhinterziehung infolge unrichtiger steuerlicher Erklärungen erschlichen worden ist.

## Schriftform
Für eine tV ist Schriftform nicht erforderlich. Die Vorgabe der Verwaltung, die tV schriftlich abzufassen, bindet die Gerichte nicht. Sie können und müssen ggf. selbst feststellen, ob eine tV und mit welchem Inhalts geschlossen worden ist. Damit muss der Rechtsbindungswille der Beteiligten ermittelt und geprüft werden. Das erfolgt durch (schriftliche) Zeugenbefragung und die Beweiswürdigung.

## Richtige Vertretung
Eine wirksame Vertretung ist immer gegeben, wenn an der Einigung der Sachgebietsleiter der veranlagenden Betriebsprüfung teilgenommen hat.
Es ist jedoch keine höchstpersönliche Teilnahme des zuständigen Sachgebietsleiters Veranlagung nötig. Ist das Finanzamt nicht durch einen Sachgebietsleiter Veranlagung vertreten, so ist die tV schwebend unwirksam. Es wird eine Einigung erzielt, die genehmigungsfähig ist. Dabei muss immer darauf geachtet werden, ob der Sachgebietsleiter Betriebsprüfung nicht durch den Prüfungsauftrag kraft Gesetzes zuständig geworden ist. Das ergibt sich aus § 195 Satz 2 AO.
Wenn die für die Besteuerung zuständigen Finanzbehörde eine andere Finanzbehörde mit der Außenprüfung beauftragt, wird die beauftragte Finanzbehörde für die Steuerfestsetzung zuständig. Sie kann im Namen der zuständigen Finanzbehörde die Steuerfestsetzung vornehmen und verbindliche Zusagen (§§ 204 bis 207) erteilen. Das aber bedeutet aber nichts anderes, als dass jetzt ein Fall der veranlagenden Betriebsprüfung vorliegt und der SGL Betriebsprüfung zugleich SGL Veranlagung ist. Damit aber kann er wirksam die tV schließen. Das entspricht der h. M. von Tipke/Kruse, § 195 AO m.w.N.

## Genehmigung durch entsprechende Umsetzung
Früher bejahte die finanzgerichtliche Rechtsprechung eine Lösung durch die entsprechende Umsetzung. Die tV wurde genehmigt durch die ihr entsprechende Veranlagung, vgl. FG Hamburg in EFG 1992, 379. Das ist heute wieder möglich, da die zeitweise entgegenstehende Rechtsprechung durch die Änderung von § 22 BpOSt ihre Geschäftsgrundlage verloren hat. Heute ist die Genehmigung durch den intern für die Veranlagung zuständigen Beamten möglich. Es ist also keine Umsetzung durch den zuständigen Sachgebietsleiter Veranlagung nötig.

## Bindungswirkung der Erledigung der Hauptsache
Erfolgt die tV im Einspruchs- oder Klageverfahren und erklären die Beteiligten daraufhin den Rechtsstreit in der Hauptsache für erledigt, so tritt Bestandskraft ein. Das Finanzamt (die Gemeinde, Zollbehörde etc.) ist dann zur Umsetzung seiner Änderungszusage verpflichtet.

## Einspruch gegen die Hinzuschätzung
Ein Einspruch gegen die tV ist unzulässig, da sie kein Verwaltungsakt ist. Ein Einspruch gegen den nach der tV ergangenen Steuerbescheid muss sorgfältig überlegt werden. Es ist vorab bei einem Schätzungsbescheid intern zu klären, ob § 158 AO widerlegt ist, wie hoch die Hinzuschätzung ist, wie viel Prozent der erklärten Umsätze das sind und ob das maßvoll ist. Relevant ist, ob es ein Saldierungsrisiko gibt (andere, bisher nicht beanstandete Einlagen, zu Unrecht angesetzte Vorsteuer). Dann ist eine tV eine bessere Lösung.

## Verböserung als Lösungsmittel bei Streit um tV
Die Rechtsbehelfsstelle hat die Mittel zur Verböserung, wenn trotz tV ein Einspruch eingelegt wird. Auf diesen Umstand kann und muss auch der Prüfer in seiner Stellungnahme zum Einspruch hinweisen und kann sie darauf beschränken.

## Streit im Klageverfahren
Es ist zunächst zu prüfen, ob eine Saldierungsmöglichkeit besteht oder ein günstiger Änderungsbescheid unwirksam ist, so dass die höhere Schuld wieder im Streit ist. Zudem muss von Gericht geprüft werden, ob die tV wirksam ist. Wird das bejaht, so kann der Inhalt der tV selbst nicht neu überprüft werden. Es handelt sich um einen Einwendungsausschluss. Das Gericht ist an die tV gebunden, darf sie also – anders als eine Schätzung ohne tV – nicht durch eine eigene Schätzung gem. § 96 FGO ersetzen.

## Veranlagung als Umsetzung
Eine wirksame Einigung kann auch dann vorliegen, wenn die Einigung durch einen entsprechenden Umsetzungsbescheid zu einem die Einigungsgrundlagen umfassenden Steuerbescheid geführt hat. Dann liegt dadurch eine wirksame Einigung vor. Die Veranlagung kann wie üblich erfolgen. Es ist also kein erweitertes Zeichnungsrecht oder die Endzeichnung durch einen Sachgebietsleiter/Veranlagung nötig.

## Bindungswirkung der tV im Haftungsverfahren
Wenn § 166 AO erfüllt ist, hat die tV mit den entsprechend ergangenen Steuerbescheiden auch eine Bindungswirkung für die Haftungsbescheide. Beispiel: Der neue Vorstand des Vereins schließt eine tV ab, durch die sich erhebliche Mehrsteuern ergeben. Kann der Verein diese nicht zahlen, stellt sich die Frage, ob dadurch eine von § 166 AO erfasste Haftungsschuld gegen den vorigen Vereinsvorstand entsteht, wenn diese Personen die Pflichtverletzungen verursacht haben. Dies ist rechtstatsächlich besonders relevant für §§ 69, 71 AO beim Geschäftsführer der GmbH.

## Bindungswirkung der tV über Haftungsumfang im Haftungsverfahren
Ist der Haftungsanspruch schwer zu ermitteln, ist es ebenfalls möglich, dass sich der Haftungsschuldner und das Finanzamt auf eine Haftungssumme einigen. Diese Einigung kann im Haftungsprüfungsverfahren, im Einspruchs- und auch im Klageverfahren gegen den Haftungsbescheid erfolgen. In der Praxis erfolgen solche Einigungen als tV mit den Nebenbestimmungen der Zahlungsfrist und des Rechtsbehelfsverzichts.

## Auswirkung der tV auf Regresspflicht des Steuerberaters
Eine tV führt nicht dazu, dass der Anspruch gegen den bisherigen Steuerberater wegen eines Beratungsfehlers entfällt.